# Aridelus dubius
Aridelus dubius är en stekelart som beskrevs av Sergey A. Belokobylskij 1981. Aridelus dubius ingår i släktet Aridelus och familjen bracksteklar. Inga underarter finns listade.